# جاده ای۱۸۳ (انگلستان)
جاده ای۱۸۳ (انگلیسی: A183 road) یکی از جاده‌های کشور انگلستان است.
این جاده از شهرک ساوت شیلدز شروع و در شهر ساندرلند به پایان می‌رسد، طول این جاده ۲۹.۳ کیلومتر است.